# Kebra Nagast
Kebra Nagast (odrębna pisownia: Kebra Negast; geez: ክብረ ነገሥት, kəbrä nägäst) – XIV-wieczna księga etiopska mająca opisywać historię dynastii salomońskiej.
Abisyński tekst dzieła w języku gyyz stanowi przekład z języka arabskiego, który być może był tłumaczeniem wersji pierwotnej spisanej w języku koptyjskim. Pierwsze pełne tłumaczenie europejskie zostało wykonane przez Carla Bezolda w roku 1886. Zostało ono opublikowane w roku 1909 pt. Kebra Nagast. Die Herrlichkeit der Könige.
Pierwszy, częściowy przekład księgi z języka abisyńskiego na polski w tłumaczeniu Stefana Strelcyna ukazał się pod tytułem: Kebra nagast, czyli Chwała królów Abisynii:fragmenty w roku 1956 (PWN). Pełny przekład Piotra Żyry (z języka angielskiego) pt. Kebra nagast. Chwała królów wydało Wydawnictwo Armoryka w roku 2011 (ISBN 978-83-62661-37-4).